# Raghuvaṃśī
I Raghuvaṃśī (in sanscrito रघुवंशी), con grafia inglese Raghuvanshi o Raghuwanshi, è una dinastia indiana, conosciuta anche come Ikshvaku, menzionata per la prima volta nella mitologia indiana. Si crede che Raghuvanshi sia una dinastia di re discendente direttamente dalla divinità Sūrya.
Il fondatore del clan fu Vivasvāna (विवस्वान) o Vaivasvata Manu (वैवस्वत मनु) conosciuto anche come Arka-tanaya o figlio di Arka (Surya). 
Il nome Vivaswan significa letteralmente "maestro dei raggi"; sole o Dio Sole. 
Il primo re storico significativo della dinastia fu il nipote di Vivasvāna Ikṣvāku (इक्ष्वाकु).
La famosa opera di Kālidāsa, Raghuvaṃśa (in sanscrito रघुवंश, anglizzato in Raghuvansh) narra l'epica di Raghuvaṃśī in 19 sargas (canti).

## Re famosi
- Māndhātā (मान्धाता),
- Aja,
- Dasaratha,
- Rama
- Lava e Kusha
- Śuddhodana
- Sumitra
- Sagara
- Harishchandra
- Dilīpa,
- Raghu II